# Vasalunds Idrottsförening
Il Vasalunds Idrottsförening, noto anche come Vasalunds IF o semplicemente Vasalund, è una società calcistica svedese con sede a Solna, nei pressi di Stoccolma. Milita in Ettan, la terza divisione del campionato svedese.
Disputa le proprie partite casalinghe allo Skytteholms IP.

## Storia
La squadra venne fondata il 1º febbraio 1934, quando sette giovani si riunirono al Rahms Kafé di Solna.
A partire dalla fine degli anni '30, precisamente tra il 1937 e il 1942, la squadra compì un salto dal nono al terzo livello della piramide calcistica svedese. La stagione 1957-1958 fu la prima trascorsa nella seconda serie nazionale (che all'epoca si chiamava Division II), ma l'annata si concluse con il terzultimo posto nel proprio girone e la conseguente discesa in terza serie. Successivamente arrivarono ulteriori retrocessioni, tanto da raggiungere la quinta serie.
Nel 1975 i rossoneri tornarono a partecipare al terzo livello nazionale. Dopo un quarto posto al termine di quella stagione, l'anno successivo si concluse con il primo posto e con il ritorno quindi nel secondo livello nazionale. Fu il preludio a una lunga parentesi trascorsa in questa categoria, viste le 21 partecipazioni consecutive interrotte solo al termine del campionato 1997. Nell'arco di questi 21 anni il Vasalund ebbe anche modo di sfiorare una storica promozione in Allsvenskan, sfumata sia nel 1999 quando l'Hammarby riuscì a soffiare il primo posto pareggiando la differenza reti con due gol nei minuti di recupero dell'ultima giornata contro il già retrocesso Karlstad BK), sia nel 1993 quando l'Örebro si impose nel doppio scontro promozione in virtù della regola dei gol fuori casa (2-2 all'andata a Solna, 0-0 al ritorno a Örebro).
A seguito della retrocessione del 1997, la squadra trascorse altri tre campionati in terza serie, salvo poi retrocedere ulteriormente al termine del campionato 2000.
Nel 2002 la società si fuse con l'Essinge IK cambiando denominazione in Vasalund/Essinge IF, ma il vecchio nome fu ripristinato prima della stagione 2008.
Dal 2003 in poi, il Vasalund trascorse in terza serie gran parte delle proprie stagioni. Nel 2009 giocò per un anno in Superettan ma retrocedette dopo un solo anno, poi nel 2018 fece una breve apparizione in quarta serie ma riconquistò subito la promozione, quindi disputò la Superettan 2021 ma anche in questo caso scese dopo una sola stagione.

## Palmarès

### Competizioni nazionali
- Division 1: 1

2020

### Altri piazzamenti
- Superettan:

Secondo posto: 1989, 1990, 1993
Terzo posto: 1980, 1981, 1988
- Division 1:

Secondo posto: 1999
Vittoria play-off: 2008
Finalista play-off: 1993, 2016